# Анита
Анита је женско, пре свега шпанско и финско име,, а занимљиво је да се јавља и у Индији са истим значењем као и на латинском, хебрејском и шпанском језику где значи „милост“. У поменутим земљама (а и у Србији) је деминутив од Ана, а у Шпанији је изведено од имена Anne. На енглеском говорном подручју надимак је Нита.

## Популарност
Популарно је и у више земаља. У САД било је увек међу првих 1.000 у периоду од 1900. до 2004, а његова популарност педесетих година двадесетог века се објашњава појавом глумице Аните Екберг. У том периоду је име било најпопуларније, да би му након тога популарност опадала. У Србији је у периоду од 2003. до 2005. било на 65. месту, у Мађарској је 2004. и 2005. било међу првих осамдесет, у Норвешкој је од 1996. до 2008. увек било међу првих петсто, а на Исланду је 1996. и у периоду од 2001. до 2007. било међу првих петнаест.

## Имендан
Имендан се слави у Естонији (26. јула), Финској (22. октобра), Мађарској (2. јуна), Литванији (10. априла и 8. октобра), Пољској (17. августа) и Шведској (10. септембра).

## Занимљивост
Један ураган носи ово име.